# Hermann Schroer

Hermann Schroer

Hermann Schroer (* 27. April 1900 in Elberfeld; † 7. März 1958 in Wuppertal) war ein deutscher Jurist und Politiker (NSDAP).

## Leben und Wirken
In seiner Jugend besuchte Schroer die Volksschule, die Mittelschule und das Realgymnasium in Elberfeld. Nach dem Abitur 1920 arbeitete er in der Stadtverwaltung Ronsdorf.
Von 1921 bis 1924 studierte Schroer Rechtswissenschaft an den Universitäten Bonn und München. Seit 1921 gehörte er dem Philologischen Verein Bonn, einer wissenschaftlichen Studentenverbindung des Göttinger Kartells an. Die Erste juristische Staatsprüfung legte er 1924 ab. Die Zweite folgte 1929.
Ende 1921 trat Schroer als Student in München in die NSDAP (Mitgliedsnummer 32.743) ein. In den Jahren 1922/23 gehörte er der Münchener SA an.
In den Jahren 1924 bis 1932 war Schroer juristischer Mitarbeiter der Rundschau, des Fachorgans des deutschen Schneidergewerbes.
Im Januar 1930 ließ Schroer sich als Rechtsanwalt in Wuppertal nieder. In den folgenden Jahren betätigte er sich als Rechtsberater der lokalen SA und als Leiter der Gaurechtskammer in Düsseldorf. 1932 wurde er Gauführer des Nationalsozialistischen Rechtswahrerbundes in Düsseldorf.
Von März 1933 bis November 1933 und von April 1938 bis Mai 1945 saß Schroer als Abgeordneter im Reichstag, in dem er den Wahlkreis 22 (Düsseldorf Ost) vertrat. 1934 wurde Schroer Abteilungsleiter der Reichsleitung und 1938 Reichsamtsleiter. Ferner war er Stadtverordneter und Ratsherr in Wuppertal, Mitglied der Akademie für Deutsches Recht und Leiter der Rechtsstelle sowie stellvertretender Vorsitzender des Ehrengerichts der Wirtschaftskammer des Gaus Düsseldorf.
Als Stadtverordneter schrieb Schroer am 22. Juni 1933 dem späteren Präsidenten der Reichsschrifttumskammer, Hanns Johst, „dass ich als alter Pg. von 1922 und als Stadtverordneter das Wuppertaler Theaterwesen, das allerdings nicht städtisch ist, im Interesse des Nationalsozialismus überwache. Infolge meiner Autorität und meiner Mitgliedschaft zur Gauleitung habe ich wilde Eingriffe vermeiden können...“
Nach dem Ende des Zweiten Weltkriegs war Schroer erneut als Rechtsanwalt tätig. In den Jahren 1952 bis 1954 vertrat er unter anderem den als Kriegsverbrecher verurteilten Kriminalbeamten Wilhelm Ober in dessen Prozess gegen das Land Nordrhein-Westfalen. Das Verfahren um die Wiedereinstellung Obers in seinen alten Dienstgrad von vor dem Kriegsende war Teil einer Reihe von Prozessen nach dem Gesetz zur Regelung der Rechtsverhältnisse der unter Artikel 131 des Grundgesetzes fallenden Personen.
In der Nachkriegszeit wurde seine Schrift Mord, Judentum, Todesstrafe in der Sowjetischen Besatzungszone auf die Liste der auszusondernden Literatur gesetzt.

## Schriften
- Blut und Geld im Judentum. Dargestellt am jüdischen Recht, München 1937–1938 (mit Joseph Caro)
- Mord, Judentum, Todesstrafe, Eher, München 1939.